# Seeschmetterling
Der Seeschmetterling (Blennius ocellaris) gehört zur Familie der Schleimfische (Blenniidae) und ist im östlichen Atlantik und Mittelmeer anzutreffen.

## Merkmale
Der Seeschmetterling besitzt einen schlank langgestreckten und seitlich abgeflachten Körper und wie alle Vertreter der Schleimfische hat er keine Schuppen. Er erreicht eine Körperlänge bis 20 Zentimeter. Der Kopf mit dem endständigen Maul ist groß und abgerundet, die Augen befinden sich weit oben liegend. Vor dem Augenvorderrand befindet sich jeweils ein gelappter Hauttentakel. Der Körper ist hellbraun bis olivfarben mit einer unregelmäßigen dunkelbraunen Streifung aus breiten Querbinden.
Die Rückenflosse reicht vom Kopfansatz bis kurz vor den Übergang zur einteiligen Schwanzflosse und besitzt eine Einbuchtung im Bereich des Übergangs zwischen den 11 Hart- und den 14 bis 15 Glieder- bzw. Weichstrahlen. Der vordere Teil ist stark vergrößert und besitzt einen großen dunkelblauen, hell gesäumten Augenfleck. Die fadenförmigen Bauchflossen sind kehlständig, liegen also vor den Brustflossen und bestehen aus einem harten und 3 weichen Strahlen. Die paarigen Brustflossen besitzen 12 Flossenstrahlen und die Afterflosse 2 Hartstrahlen und 16 Weichstrahlen. Die Schwimmblase fehlt allen Schleimfischen.

## Verbreitung
Seeschmetterlinge kommen im östlichen Atlantik vom Ärmelkanal bis zur Küste Marokkos, im westlichen Teil des Mittelmeeres, der Adria und im Schwarzen Meer vor. 

## Lebensweise
Seeschmetterlinge leben am Bodengrund in Felsregionen in Tiefen von 10 bis 400 Metern, vor allem in Gebieten mit Sand-, Schill oder Schlammgrund. Die Fische fressen kleine wirbellose Bodentiere.
Sie laichen im Frühjahr und Sommer vom Mai bis zum August. In dieser Zeit grenzen die Männchen Reviere ab. Die Eier werden in leere Miesmuschelschalen und unter Steine gelegt und vom Männchen bewacht (aktive Brutpflege).